# Michael Jabara Carley
Pour les articles homonymes, voir Carley.
 (avril 2024).
Si vous disposez d'ouvrages ou d'articles de référence ou si vous connaissez des sites web de qualité traitant du thème abordé ici, merci de compléter l'article en donnant les références utiles à sa vérifiabilité et en les liant à la section « Notes et références ».
Michael Jabara Carley est un historien canadien né en 1945 à Brooklyn (New York, États-Unis). Il étudie à la George Washington University, ainsi qu’à la Queen's University de Kingston (Ontario). Il prend la citoyenneté canadienne en 1976.

## Carrière
M. J. Carley est professeur d’histoire à l’université d'Akron (Ohio) et il est depuis 2007 professeur titulaire et directeur (jusqu'en mai 2014) du département d'histoire de l'Université de Montréal (Canada). Il poursuit depuis de nombreuses années sa recherche sur les relations entre l’URSS et les pays occidentaux, notamment entre 1917 et 1945.
Il est un spécialiste des relations internationales au XXe siècle et de l’histoire de la Russie et de l’Union soviétique. Ses intérêts de recherche sont axés sur les relations de l’Union soviétique avec l’Europe occidentale et les États-Unis entre 1917 et 1945. Il est l’auteur de trois livres et d’une centaine d’articles et d’essais sur l’intervention française dans la guerre civile russe (1917-1921), sur les relations soviétiques avec les Grandes Puissances entre les deux guerres mondiales, sur les questions de l'« appeasement », les origines et la conduite de la Seconde Guerre mondiale et sur des questions d'actualité. Ses travaux sont publiés au Canada, aux États-Unis, en Grande-Bretagne, en France, en Italie, en Russie et ailleurs et sont traduits dans une douzaine de langues.
Il travaille sur deux grands projets de livre. Le premier porte sur la confrontation entre la Russie soviétique/l'URSS et l’Occident de 1917 à 1930. Cet ouvrage, intitulé Silent Conflict: A Hidden History of Early Soviet-Western Relations, est publié en 2014 par l'éditeur américain Rowman & Littlefield. La traduction française, Une guerre sourde : L'émergence de l'Union soviétique et les puissances occidentales paraît en 2016 chez les PUM.  Une traduction russe est également sortie. Le deuxième projet, appuyé par une subvention de recherche du CRSH, porte sur les origines et la création de la « Grande Alliance » de la Seconde Guerre mondiale contre l'Allemagne nazie. Le titre provisoire est A Near-Run Thing: The Improbable Grand Alliance of World War II. Voir la bibliograhie ci-dessous pour les publications sorties de ce projet.

## Soutien à l'invasion de l'Ukraine par la Russie
En mars 2022, des étudiants réclament sa sanction et les collègues sont mal à l'aise au cause de son soutien à l'invasion de l'Ukraine par la Russie en 2022. Radio-Canada rapporte des messages postés sur son compte Twitter désormais suspendu dans lesquels il défendait l'invasion russe et appelait au nettoyage des « néo-nazis ukrainiens », faisant écho aux termes utilisés par Vladimir Poutine, et l'appelant « le président que tout le monde souhaite avoir ». Son nom est retiré de la liste des membres chercheurs du Centre d'études et de recherches internationales de l'Université de Montréal,.
Après le lancement de la campagne de presse par le journaliste Romain Schué en collaboration, paraît-il, avec le professeur Frédéric Mérand du Cérium à l'Université de Montréal, le professeur Carley a répondu avec un communiqué de presse le 4 avril.  « Cette attaque contre mon enseignement et ma liberté de parole est la première manifestation concrète d'une tentative concertée de limiter l'exercice de la liberté d'enseignement depuis le dépôt, il y a trois mois, du rapport de la Commission Cloutier [sur la liberté académique]. »[1] Autrement dit, pour citer un commentaire sur Twitter, « Des étudiants ukrainiens de l’Université de Montreal réclament des sanctions contre le prof… Carley pour ses opinions exprimées à titre personnel sur son [fil] twitter. Donc personne n’a plus le droit de s’exprimer même en son nom. »[2] Le 11 avril il y avait une discussion sans issue dans l’assemblée universitaire de l’Université de Montréal de « l’affaire Carley . »[3]  Le 9 mai, le journaliste et historien canadien, Arnold Auguste, a publié sur le site web des  « Dossiers du Canada » un long article qui a souligné le danger des tentatives de limiter la liberté académique sur les campus des universités canadiennes.[4]  
[1] https://montrealgazette.com/news/local-news/u-de-m-prof-says-he-was-defamed-by-report-on-his-views-on-russian-invasion.
[2] Nassira Belloula, 29 mars 2022, Twitter.
[3] Procès verbal, Assemblée universitaire, UdeM, 11 avril 2022.
[4] https://www.thecanadafiles.com/articles/ukraine-russia-sanctions-against-a-pro-russian-professor-from-the-university-of-montreal-or-freedom-of-speech et https://www.thecanadafiles.com/articles/letudiante-ayant-recu-lappui-de-la-presse-detat-dans-sa-campagne-ratee-pour-sanctionner-le-professeur-propoutine-carley-avait-recu-une-subvention-du-defense-canada